# Ionia (Michigan)
Ionia is een plaats (city) in de Amerikaanse staat Michigan, en valt bestuurlijk gezien onder Ionia County.

## Demografie
Bij de volkstelling in 2000 werd het aantal inwoners vastgesteld op 10.569.
In 2006 is het aantal inwoners door het United States Census Bureau geschat op 12.449, een stijging van 1880 (17.8%).

## Geografie
Volgens het United States Census Bureau beslaat de plaats een oppervlakte van
13,5 km², waarvan 13,1 km² land en 0,4 km² water. Ionia ligt op ongeveer 200 m boven zeeniveau.

## Plaatsen in de nabije omgeving
De onderstaande figuur toont nabijgelegen plaatsen in een straal van 20 km rond Ionia.